# Casting (pel·lícula de 2013)
Casting és una pel·lícula espanyola del 2013 escrita i dirigida per Jorge Naranjo, en el que és la seva opera prima inspirada a partir de la realització de tres curtmetratges anteriors (Casting 1, Casting 2 i Casting 3) durant dos anys de rodatge amb un guió construït segons anava coneixent els actors. Ell mateix la defineix com una "història tunejada de noi coneix noia".

## Argument
Javi ha passat per un altre càsting sense obtenir feina, i tot i que no vol passar-ne un altre, hi és empès perquè té una xicota, ha de pagar el llogar i ... perquè no té més opcions. En el nou càsting hi coneix Esther, una altra actriu. Passen plegats un parell d'hores esperant el seu torn, i tot i que ell ni ho pretén ni ho vol, acabà trobant-se amb si mateix, cosa que li canviarà la vida.

## Repartiment
- Javier López	...	Javi
- Beatriz Arjona 	...	Bea
- Esther Rivas	...	Esther
- Ken Appledorn	...	Ken
- Marta Poveda	...	Marta
- Ruth Armas	...	Ruth
- Nay Díaz ...	Nay
- Juanra Bonet	...	Juanra
- Daniel Pérez Prada...	Dani
- Carmen Mayordomo ...	Ajudant de Casting
- Natalia Mateo	 ...	Directora de Casting

## Premis i nominacions
Fou estrenada al Festival de Màlaga de 2013, en el que fou nominada a la Bisnaga d'Or i va guanyar la bisnaga de plata al millor actor i a la millor actriu de repartiment. D'altra banda, Carmen Mayordomo i Natalia Mateo foren nominades al premi Unión de Actores a la millor actriu de repartiment de cinema.